# 艾倫鎮區 (伊利諾伊州拉薩爾縣)
艾倫鎮區（英語：Allen Township）是位於美國伊利諾伊州拉薩爾縣的一個行政鎮區。

## 地方資料
根據2010年美國人口普查的數據，艾倫鎮區的面積為93.80平方千米，當中陸地面積為93.80平方千米，而水域面積為0.00平方千米。當地共有人口564人，而人口密度為每平方千米6.01人。